# Каплан, Михаил Данилович
Михаи́л Дани́лович Капла́н (англ. Michael D. Kaplan; род. 1948, Кишинёв, Молдавская ССР, СССР) — молдавский и американский физик и химик. Доктор физико-математических наук (1984).

## Биография
Окончил физико-математический факультет Кишинёвского университета в 1969 году. Работал в лаборатории квантовой химии Института химии АН Молдавской ССР в группе И. Б. Берсукера (старший научный сотрудник). Кандидатскую диссертацию по теме «Магнитоакустические свойства кристаллов с кооперативным эффектов Яна-Теллера» защитил в 1976 году под руководством И. Б. Берсукера. Диссертацию доктора физико-математических наук по теме «Кооперативный эффект Яна-Теллера и его проявления в акустических, магнитных и диэлектрических свойствах кристаллов» защитил в 1984 году.
С 1991 года — в США, преподавал в Бостонском университете, профессор Simmons College (Бостон).
Основные труды — в области эффекта Яна Теллера: выявил условия существования упорядоченного состояния кристаллов, решётка которых состоит из ян-теллеровских центров, а также характер их фазовых переходов.

## Публикации
- Michael D. Kaplan, Benjamin G. Vekhter. Cooperative Phenomena in Jahn—Teller Crystals. New York: Plenum Press, 1995 — 444 pp.; 2nd edition — New York: Springer, 2012. — 427 pp.[9][10]
- Vibronic Interactions: Jahn-Teller Effect in Crystals and Molecules. Edited by Michael D. Kaplan and George O. Zimmerman. New York: Springer and Dordrecht: Kluwer Academic Publishers, 2001. — 386 pp.[11]